# 愛 找麻煩
是一部2009年的美國浪漫喜劇電影，由蘭茜·美雅絲執導和編劇，梅麗·史翠普、史提夫·馬丁、艾力·寶雲主演。配角有蕾克·貝爾、亨特·帕瑞施、素兒·卡山、約翰·卡拉辛斯基、瑪莉·凱·普雷斯、勞勃·寇帝斯·布朗和麗塔·威爾遜。

## 情節
講述麵包餐廳老闆娘與前夫一起的浪漫愛情故事。

## 演員
- 梅麗·史翠普 飾 （麵包餐廳老闆娘）
- 史提夫·馬丁 飾 （的設計師）
- 艾力·寶雲 飾 （的前夫）
- 蕾克·貝爾 飾 Agness Adler
- 亨特·帕瑞施 飾 Luke David Adler
- 素兒·卡山 飾 Gabby Adler
- 凱特琳·菲茨傑拉德 飾 Lauren Adler
- 約翰·卡拉辛斯基 飾 Harley
- 瑪莉·凱·普雷斯（英语：Mary Kay Place） 飾 Joanne
- 麗塔·威爾遜 飾 Trisha
- 亞莉珊卓·溫沃斯（英语：Ali Wentworth） 飾 Diane
- James Patrick Stuart（英语：James Patrick Stuart） 飾 Dr. Moss
- Blanchard Ryan（英语：Blanchard Ryan） 飾 Annalise
- Michael Rivera 飾 Eddie
- 勞勃·寇帝斯·布朗（英语：Robert Curtis Brown） 飾 Peter
- Peter Mackenzie 飾 Dr. Alan
- 羅莎里·沃德（英语：Rosalie Ward） 飾 Alex
- 吉米·克拉博斯（英语：Jimmy Clabots） 飾 Chase
- 安傑·安東尼飾 Pedro Adler
- 艾蜜莉·金尼 飾 女服務員
- 諾拉·都恩（英语：Nora Dunn） 飾 Sally
- 布魯斯·阿特曼（英语：Bruce Altman） 飾 Ted
- 麗莎·琳·馬斯特斯（英语：Lisa Lynn Masters） 飾 升降機內的漂亮女子

## 外部連結
- 開眼電影網上《愛 找麻煩》的資料（繁體中文）
- 豆瓣电影上《爱很复杂》的資料 （简体中文）
- 时光网上《爱很复杂》的資料（简体中文）
- AllMovie上的资料（英文）
- 爛番茄上的資料（英文）
- Box Office Mojo上的資料（英文）
- TCM电影资料库上的资料（英文）
- Metacritic上的資料（英文）
- 互联网电影数据库（IMDb）上的资料（英文）